# Rouvillers
Rouvillers település Franciaországban, Oise megyében. Lakosainak száma 282 fő (2022. január 1.). Rouvillers Bailleul-le-Soc, Cressonsacq, Estrées-Saint-Denis, Francières, Grandvillers-aux-Bois, Hémévillers és Moyenneville községekkel határos.

## Népesség
A település népessége az elmúlt években az alábbi módon változott:
| Lakosok száma | 269  | 274  | 287  | 276  | 274  | 273  | 272  | 272  | 282  |
|               | 2013 | 2015 | 2016 | 2017 | 2018 | 2019 | 2020 | 2021 | 2022 |